# Sudden Lights
Sudden Lights és un grup de música letó.

## Biografia
Sudden Lights va ser fundat el 2012 per Andrejs Reinis Zitmanis i Mārtiņš Matīss Zemītis, quan estaven estudiant a l'Escola de Música Pāvuls Jurjāns a Riga. Després es van afegir Kārlis Matīss Zitmanis i Kārlis Vārtiņš. El 2015, Sudden Lights va guanyar Pirmā plate, la competició per a promeses musicals. El primer premi era la possibilitat de gravar una cançó. El seu primer senzill, «Tik Savādi», va ser publicat poc després. El 2017 va publicar el primer àlbum.
A principis del 2018, Sudden Lights va participar a Supernova, la preselecció letona pel Festival de la Cançó d'Eurovisió. Van acabar segon amb la cançó «Just Fine». Cinc anys després, el grup va participar per segona vegada i va guanyar amb la cançó «Aijā». Representarà Letònia en el Festival de la Cançó d'Eurovisió 2023, que se celebrarà a la ciutat britànica de Liverpool.